# Лейтенант Дніпров
Лейтенант Дніпров, справжнє ім'я Іван Хомич Харченко (1911 — ????) — керівник підпільної організації «Дніпровці», яка діяла в Крюкові в часи німецької окупації 1941—1943 рр. Його псевдонімом названа одна з найбільших вулиць Крюкова — набережна Лейтенанта Дніпрова.

## Біографія
Народився в 1911 році в сім'ї робітника-залізничника.
До 1927 р. навчався в семирічній школі, з 1927 по 1929 у школі торгівельного учнівства. З 1929 по 1933 рік працював на різних роботах .З 1933 по 1935 рік служив у рядах РСЧА. З 1936 по 1940 рік — учитель школи ФЗУ Крюківського вагонобудівного заводу.
З вересня 1941 р. був мобілізований в Червону армію при 1059 полку, 297 СД 21 армії. З жовтня 1942 р. комісар дивізіону. Звання молодший політрук одержав 20.04.1942 р. З 20.04.1942 р. командир роти (212 дивізія 40-ї армії).
В районі Тиш Курської області попав в оточення. Зібравшись в Атоманському лісі за 8 км від станції Оскол в районі села Сокоріно зробили прорив, але другу лінію під селом Грязноє Воронезької області прорвати не вдалося. Переодягнувшись в цивільний одяг перейшов лінію фронту та повернувся в Крюків.
Знаходячись в Крюкові ніде не працював. В березні 1943 року огранізував партизанський загін.
Партизанською діяльністю займався з 7.03.1943 року. В травні 1943 року був арештований гестапо за розповсюдження листівок. Просидівши кілька днів в тюрьмі і не знайшовши доказів був випущений німцями на свободу.

## «Дніпровці»
Підпільна організація, створена в березні 1943 р студентом технікуму залізничного транспорту Борисом Карповцем, робітником Крюківського вагонобудівний заводу Костем Федоренком та Іваном Харченком.
Під час форсування Дніпра поряд із цивільним населенням значну допомогу Червоній армії здійснила ця підпільна організація. Склад її постійно поповнювався за рахунок радянських патріотів, але серед її членів були й колишні поліцаї та «добровольці», які відчуваючи неминуче повернення радянської влади, намагалися реабілітуватися перед нею. У травні 1943 року підпільна група налічувала 12 чоловік, а в жовтні — близько 60. У вересні до «дніпровців» приєдналася Білецьківська антифашистська організація «Набат».

В офіційному звіті про діяльність «дніпровців» І. Харченко вказував, що її учасники поширили серед населення близько двох тисяч листівок, псували залізничні колії і засоби зв'язку, а під час форсування Червоною армією Дніпра зі зброєю в руках допомагали радянським військам, нападаючи на відступаючі німецькі частини. При цьому було знищено 350 ворожих солдат і офіцерів, 2 танки, 3 бронемашини та захоплено 6 гармат, 6 кулеметів і 66 коней. В своїй біографії Іван Харченко вказував: 
Мною особисто, з допомогою Пастернак, порізано зв'язок: в липні між Крюковим і Дріпропетровськом (вирізано 100м), в серпні 200 м між Крюковим та Павлишем, 20.10.1943 року вирізано 100 м — між Кременчуком і Олександрією. В бою мною убито трьох німців, в тому числі снайпера. За час війни був три рази поранений. 
Незважаючи на участь «дніпровців» у бойових діях, Кременчуцький міськком КП(б)У, спираючись на висновки органів НКДБ, не визнав їх учасниками антифашистської боротьби. Причина була не в явному перебільшенні успіхів «дніпровців» у боях із німцями, а у звинуваченні їх в українському буржуазному націоналізмі. У доповіді начальника Кременчуцького відділення НКДБ підполковника Верзакова говорилося, що група лейтенанта І. Харченка та організація «Набат» є «націоналістичними і ніякої підпільної роботи на користь радянської влади не проводили, а лише займалися поширенням листівок націоналістичного характеру». На чому ґрунтувалися звинувачення чекістів у причетності групи лейтенанта І. Харченка до українського націоналізму, в документах не уточнювалося.